# New Politics
Це стаття про данський рок-гурт. Інформацію про американський соціалістичний журнал див. у статті New Politics (журнал)
New Politics — данський рок-гурт, який найбільш відомий завдяки своїм синглам "Yeah Yeah Yeah" і "Harlem". Гурт був створений 2009 року в місті Копенгаген, наразі базується в Нью-Йорку.

## Історія
Створенню гурту передувала співпраця Девіда Бойда і Сорена Гансена, до того вони протягом трьох років писали пісні для сольних альбомів, які так і не були видані. У 2009 році дует відправив дві свої пісні ("Stress" і "Money") на конкурс Данського національного радіо, гурт New Politics став одним з 42 виконавців, які були відібрані для ротації з 973 гуртів, що подали заявку. На той момент гурт ще не був офіційно утворений і не мав остаточного складу, хоча вже і мав назву. До Бойда і Гансена приєднався Пол Амалель, який став їх ударником, і новостворений гурт увійшов в четвірку кращих і продовжив виступ на великому музичному фестивалі в Данії.
Листопад 2009 року ознаменувався для New Politics підписанням контракту з лейблом RCA Records. Після короткого турне по Великій Британії, гурт поїхав в загальнонаціональний тур по США. Також у зв'язку з підписанням контракту, гурт вирішив переїхати з Данії до Сполучених Штатів, а саме в Нью-Йорк. 
13 липня 2010 року гурт випустив свій перший дебютний альбом під назвою "New Politics". У альбом увійшло десять треків, в тому числі і сингл "Yeah Yeah Yeah", до якого згодом був знятий відеокліп. Восени 2010 року стало відомо, що барабанщик Пол Амалель вирішив покинути гурт і повернутися назад в Данію. Згодом до гурту приєднався Луїс Веккьо, який замінив Амалеля.
26 листопада 2012 року світ побачив трек під назвою "Harlem", який став першим синглом майбутнього альбому. Другий студійний альбом, який отримав назву "A Bad Girl in Harlem", було випущеного 21 травня 2013 року.
22 вересня 2014 року гурт випустив новий сингл "Everywhere I Go (Kings & Queens)", який став першим синглом з їх майбутнього альбому "Vikings". 5 травня 2015 року вийшов другий сингл з нового альбому, який отримав назву "West End Kids", разом з тим був анонсований вихід третього альбому, який вийшов 14 серпня 2015 року під лейблами DCD2 Records і Warner Bros.Records.
17 червня 2017 року вийшов перший сингл четвертого студійного альбому, під назвою "One Of Us". 2 серпня 2017 гурт оголосив, що четвертий альбом під назвою "Lost in Translation" вийде 6 жовтня 2017 року, а наступного дня вийшов другий сингл з нового альбому, який отримав назву "CIA".
У квітні 2019 року гурт New Politics відсвяткував своє десятиріччя, а дещо згодом, 16 квітня 2019 року гурт випустив пісню під назвою "Comeback Kid". 18 жовтня 2019 року, гурт опублікував сингл "Ozone" та анонсував вихід п'ятого студійного альбому під назвою "An Invitation to an Alternate Reality", який був випущений 1 листопада 2019 року під лейблом Big Noise Music Group.
13 серпня 2020 року на сторінках гурту в соціальних мережах був анонсований вихід міні-альбому "Escape To Paradise", реліз якого запланований на 21 серпня.

## Склад
Теперішній склад
- Девід Бойд - вокал, гітара, клавішні, програмування (2009-дотепер)
- Сорен Гансен - вокал, гітара, бас-гітара, клавішні, програмування (2009-дотепер)
- Луїс Веккьо - ударні, перкусія, бек-вокал, програмування (2010-дотепер)

Колишні учасники
- Пол Амалель - ударні, перкусія, бек-вокал, бас-гітара (2009-2010)

## Дискографія

### Студійні альбоми
- New Politics (2010)
- A Bad Girl in Harlem (2013)
- Vikings (2015)
- Lost in Translation (2017)
- An Invitation to an Alternate Reality (2019)

### Сингли
- «Yeah Yeah Yeah» (2010)
- «Dignity» (2010)
- «Give Me Hope» (2011)
- «Harlem» (2013)
- «Tonight You're Perfect» (2013)
- «Everywhere I Go (Kings & Queens)» (2014)
- «West End Kids» (2015)
- «Girl Crush» (2015)
- «One of Us» (2017)
- «CIA» (2017)
- «Color Green» (2017)
- «Madeleine» (2017)
- «Lifeboat» (2017)
- «Comeback Kid (2019)
- «Ozone» (2019)
- «Holy Grail» (2020)